# Топотекан
Топотекан (англ. Topotecan, лат. Topotecanum) — напівсинтетичний лікарський препарат із групи кампотетицинів, який за своєю хімічною структурою є аналогом алкалоїду рослини Camptotheca acuminata. Топотекан застосовується як перорально, так і внутрішньовенно. Початок вивчення топотекану розпочався у 1940 році після відкриття Волтером Монро реліктового дерева Camptotheca acuminata в Південно-Західному Китаї. Дослідник пізніше виявив, що в корі цього дерева міститься речовина кампотецин, яка має протиракову дію. Експерименти із вивчення протипухлинної дії кампотецину розпочались у 1966 році. Проте пізніше встановлено, що, хоча дана речовина має протипухлинну дію, проте вона є малорозчинною, окрім того, отримувати кампотецин можна лише в невеликих кількостях. У подальших дослідженнях були синтезовані напівсинтетичні похідні кампотецину топотекан та іринотекан, які були схвалені FDA для клінічного застосування в 1996 році.

## Фармакологічні властивості
Топотекан — напівсинтетичний лікарський засіб, який за своєю хімічною структурою є аналогом алкалоїду рослини Camptotheca acuminata. Механізм дії препарату полягає у інгібуванні ферменту топоізомерази І, який бере участь у реплікації ДНК, шляхом стабілізації ковалентного комплексу ферменту і розщепленої нитки ДНК, що є проміжною ланкою каталітичного механізму. Наслідком дії топотекану є індукція одиничних розривів ланцюга ДНК та гальмування повторного зшивання ДНК, що призводить до гальмування мітозу. Оскільки мітотична активність більш виражена у клітин, які швидко ростуть, то топотекан більш активний до клітин злоякісних пухлин. Топотекан найбільш активний до солідних пухлин молочної залози, колоректальної зони, яєчників, нирки, а також до недрібноклітинного раку легень. Топотекан застосовується у лікуванні раку яєчників у комбінації з сполуками платини (цисплатином, оксаліплатином), а також із паклітакселом; у комбінації з бевацизумабом і паклітакселом у лікуванні персистуючого або метастатичного раку шийки матки; у складі комбінованої терапії при лікуванні дрібноклітинного раку легень Експериментально препарат застосовується також при колоректальному раку, деяких різновидах пухлин мозку, неходжкінських лімфомах, раку молочної залози та раку тіла матки.

### Фармакокінетика
Топотекан швидко розподіляється в організмі як після внутрішньовенної ін'єкції, так і після перорального застосування, проте біодоступність препарату після перорального застосування становить лише 31,4 %, після внутрішньовенного застосування біодоступність топотекану становить 100 %. Максимальна концентрація препарату в крові досягається протягом 1—2 годин. Препарат погано (на 35 %) зв'язується з білками плазми крові. Топотекан проникає через плацентарний бар'єр, даних за проникнення препарату в грудне молоко немає. Метаболізується топотекан у печінці з утворенням неактивних метаболітів. Виводиться препарат із організму переважно з сечею, частково з калом у вигляді метаболітів. Період напіввиведення препарату при внутрішньовенному застосуванні становить 2—3 години, при пероральному застосуванні 3—6 годин; у осіб із порушенням функції печінки або нирок цей час може незначно збільшуватися.

## Покази до застосування
Топотекан застосовують у складі комбінованої терапії в лікуванні дрібноклітинного раку легень, раку яєчників та раку шийки матки.

## Побічна дія
При застосуванні топотекану побічні ефекти спостерігаються досить часто. найчастішими побічними ефектами препарату є:
- Алергічні реакції та з боку шкірних покривів — алопеція, шкірний висип, периферичні набряки, гарячка.
- З боку травної системи — стоматит, діарея або запор, біль у животі, нудота, блювання, анорексія.
- Зміни в лабораторних аналізах — дуже часто нейтропенія (часто важка), анемія, лейкопенія, тромбоцитопенія, підвищення рівня білірубіну в крові.
- Інші побічні ефекти — сепсис, збільшення частоти виникнення інфекційних захворювань, підвищена втомлюваність, астенія.

## Протипокази
Топотекан протипоказаний при підвищеній чутливості до препарату, при вираженому пригніченні функції кісткового мозку (вираженому зниженні кількості нейтрофілів або тромбоцитів), вагітності та годуванні грудьми.

## Форми випуску
Топотекан випускається у вигляді желатинових капсул по 0,00025 г; ліофілізату для приготування розчину для внутрішньовенних інфузій у флаконах по 0,001; 0,0025 або 0,004 г.